# Sweety
Sweety là một nhóm nhạc pop nổi tiếng ở Đài Loan, với hai thành viên Lưu Phẩm Ngôn (tiếng Trung: 劉品言; bính âm: Liú Pǐnyán; còn được gọi thân mật là Ngôn Ngôn (言言); sinh ngày 8 tháng 8 năm 1988) và Tăng Chi Kiều (tiếng Trung: 曾之喬; bính âm: Zēng Zhīqiáo; còn gọi thân mật là Kiều Kiều (喬喬); sinh ngày 17 tháng 11 năm 1988). Bộ đôi âm nhạc này được thành lập năm 2002 và ra mắt năm 2003 ở độ tuổi 14.
Sweety hoạt động từ năm 2003 đến 2006 và đã phát hành tổng cộng ba album phòng thu và hai album nhạc phim. Nhóm tạm dừng hoạt động kể từ năm 2007 khi Lưu Phẩm Ngôn đi du học ở Paris vài năm, còn Tăng Chi Kiều thì tiếp tục hoạt động solo.
Ngoài công việc ca hát, cả hai thành viên còn tham gia đóng phim điện ảnh lẫn truyền hình.

## Quá trình hoạt động

### Màu hồng của C-pop
Album đầu tay của Sweety phát hành năm 2003 khi cả hai thành viên mới chỉ 14 tuổi. Đến album thứ ba là Sweet Talk Vol. 3 (Hoa Ngôn Kiều Ngữ) (tháng 6 năm 2006), sự dễ thương và ngọt ngào - chất đặc trưng của nhóm từ xưa vẫn được giữ nguyên.

### Tỏa sáng bên phim trường
Sweety chỉ sát cánh bên nhau trong hai bộ phim Đấu trường tham vọng và Tiên kiếm kỳ hiệp rồi đường ai nấy đi. Lưu Phẩm Ngôn bứt phá trong Tia sáng xanh hạnh phúc, còn Tăng Chi Kiều thì nổi đình nổi đám sau vai diễn Bối Nhược Y bên Minh Đạo trong bộ phim Phép màu. Sau đó, ngay lập tức Chi Kiều được nữ văn sĩ Quỳnh Dao trao cơ hội đóng vai Lưu Vũ San trong phim Gặp lại một thoáng mộng mơ, và tiếp đó là vai Ác nữ A Sở, đóng cặp cùng Vương Thiệu Vỹ.

## Danh sách đĩa nhạc

### Album phòng thu
| Ngày phát hành      | Tựa tiếng Anh              | Tựa gốc     |
| ------------------- | -------------------------- | ----------- |
| 8 tháng 1 năm 2003  | Hi! Sweety                 | —           |
| 17 tháng 6 năm 2005 | 17 Years Old, Not Delicate | 17歲X不溫柔 |
| 23 tháng 6 năm 2006 | Sweet Talk Vol. 3          | 花言喬語    |

### Album nhạc phim
| We'll Go on the Stage (phát hành ngày 14 tháng 2 năm 2003)                    |
| Tia sáng xanh hạnh phúc (綠光森林 Green Forest, My Home) (9 tháng 9 năm 2005) |

## Thông tin bên lề
- Mục tiêu tầm xa của Sweety: Tăng Chi Kiều mong muốn tham gia chỉ đạo diễn xuất, còn Lưu Phẩm Ngôn có nguyện vọng nhảy vọt sang ngành thiết kế trang sức (gia đình cô vốn cũng kinh doanh đồ trang sức).
- Lưu Phẩm Ngôn thông thạo tiếng Anh, tiếng Trung, tiếng Nhật, tiếng Myanmar và một ít tiếng Pháp.
- Bạn thân nhất của Tăng Chi Kiều là JR của nhóm K One. Hai người cũng từng đóng phim chung với nhau.